# Rezistența italiană

Mișcarea italiană de rezistență a inclus atât opoziția din țară cât și opoziția din rândul forțelor armate, atât din țară cât și din străinătate din timpul celui de-al doilea război mondial. În sens larg, toată opoziția la fascism și nazism în Italia din perioada celui de-al doilea război mondial este numită Resistenza.

## Originile mișcării de rezistență
După capitularea Italiei de pe 8 septembrie 1943, mișcarea italiană de rezistență a devenit una de proporții. Partizanii italieni au luptat împotriva forțelor germane de ocupație din Italia și Grecia. De asemenea, partizanii italieni au luptat și cu formațiunile militare fasciste ale Republicii Sociale Italiene. În rândurile partizanilor s-au aflat peste 300.000 de luptători, din care cam 35.000 de femei.
Participanții la mișcările greviste din 1944-1945 din unitățile industriale din Torino, Milano și alte orașe mari sunt considerate parte integrantă a mișcării de rezistență. Ca urmare a „saborajului” lor, numeroși greviști au fost deportați în lagărele de concentrare germane. Soldații italieni care au refuzat să coopereze cu Wehrmachtul după semnarea armistițiului cu Aliații sunt considerați eroi ai rezistenței. De exemplu, după semnarea armistițiului cu Aliații în 1943, garnizoana italiană din Cefalonia a refuzat să coopereze cu germanii, mai mult chiar, au luptat cu germanii fiind în cele din urmă siliți să se predea. Șase mii de supraviețuitori italieni ai garnizoanei au fost împușcați. Constituția Italiei din 1948 proclama Republica Italiană ca fiind  „based on the Resistance”.
La început, mișcarea era compusă din trupe independente, formată spontan din membri ai partidelor politice scoase în afara legii de regimul fascist sau din ofițerii ai fostei Armate regale trecuți în rezervă, dar rămași loiali monarhiee. Mai târziu a fost creat Comitato di Liberazione Nazionale din inițiativa Partidului Comunist, Partidului Socialist, Partito d'Azione (republican-liberal), Democrazia Cristiana și altor câteva partide mai  mici. Comitetul de Eliberare Națională a preluat conducerea mișcării de rezistență, cu acceptul regelui Victor Emmanuel al III-lea și al Aliaților.
În cele din urmă, luptătorii au fost divizați în Brigăzile Garibaldi (comuniste), Brigăzile Giustizia e Libertà (legate de Partito d'Azione), Brigăzile Matteotti (socialiste) și mai multe grupuri catolice și autonome (monarhiști, ofițeri în retragere, sau anarhiști). Cei mai mulți luptători erau membri ai primelor două grupuri. Relațiile dintre aceste grupuri erau în unele cazuri foarte tensionate. De exemplu, în 1945 în provincia Udine, partizanii comuniști din Brigada Garigaldi (aflați sub comandă iugoslavă) au atacat și ucis partizanii catolici și din gruparea azionistă. Partizanii comuniști italieni au pretins că partizanii catolici și azioniști au refuzat să accepte autoritate liderului iugoslav Josip Broz Tito. De asemenea, comuniștii i-au acuzat pe cei atacați că ar fi colaborat în domeniul spionajului cu inamicul fascist.
În vreme ce grosul trupelor de rezistență au acționat în regiunile muntoase din Alpi și Apenini, au mai existat grupări importante în câmpia râului Pad și în principalele orașe. Gruppi di azione patriottica (Grupurile de acțiune patriotică) au organizat o serie de acre de sabotaj și s-au implicat în luptele de guerilă, iar Squadre di azione patriottica (Detașamentele de acțiune patriotică) au organizat mișcări greviste de amploare și campanii de propagandă. Spre deosebire de rezistența franceză, în rândurile rezistenței italiene femeile dețineau posturi importante de conducere, atât în rândul grupurilor înarmate cât și în rândul grupurilor de rezistență din regiunile industriale.

## Noile structuri teritoriale
În condițiile în care în 1944 forțele Aliate se apropiau, partizanii italieni a organizat o insurecție în spatele liniilor germane. Conducerea insurecției a fost asumată de Comitetul eliberării naționale din Italia de sus (CLNAI). Această rebeliune a dus la formarea mai multor forme de guvernământ provizorii ale partizanilor în toată regiunea muntoasă a Italiei de nord, în rândul cărora cel mai important era cel din Ossola, acesta primind și recunoașterea oficială din parte Elveției și a consulatelor Aliate din Elveția. Spre sfârșitul anului 1944, germanii au deplasat noi trupe în regiune și, cu sprijinul forțelor fasciste loiale lui Benito Mussolini, au zdrobit forțele insurecționale. Partizanii au trebuit să aștepte până în 1945 pentru eliberarea regiunii.

### Listă formelor de guvernământ provizorii ale partizanilor
- Alto Monferrato (septembrie -2 decembrie )
- Alto Tortonese (septembrie -decembrie )
- Bobbio (7 iulie - 27 august)
- Cansiglio (iulie-septembrie )
- Carnia (iulie-octombrie)
- Friuli Orientale (30 iunie - septembrie )
- Imperia (august-octombrie)
- Langhe (septembrie -noiembrie)
- Montefiorino (17 iunie - 1 august)
- Ossola (10 septembrie - 23 octombrie)
- Val Ceno (10 iunie - 11 iulie)
- Val d'Enza e Val Parma (iunie-iulie)
- Val Maira e Val Varaita (iunie - 21 august)
- Val Taro (15 iunie - 24 iulie)
- Valli di Lanzo (25 iunie - septembrie )
- Valsesia (11 iunie - 10 iulie)
- Varzi (19/24 septembrie - 29 noiembrie)

## 25 aprilie
După câteva luni de reorganizare, a fost plănuită o nouă insurecție. Pe 25 aprilie 1945, în paralel cu o ofensivă aliată, CLNAI a lansat chemarea la o insurecție națională. Luptele care au urmat au dus la capitularea forțelor germane din Italia și la eliberarea principalelor orașe italiene.

## Victimele represiunilor naziste și fasciste
Insurecția din aprilie a demonstrat lumii că nu toți italienii erau de acord cu guvernarea fascistă. Mai mult chiar, această insurecție a demonstrat că italienii sunt pregătiți să lupte cu fasciștii în ciuda marilor costuri umane implicate.
Partizanii au înregistrat următoarele pierderi în timpul insurecției:
- Aproximativ 44.700 de partizani italieni au fost uciși.
- Aproximativ 21.200 de partizani italieni au fost răniți.
- Aproximativ 15.000 de civili italieni au fost uciși în timpul represaliilor.
- Aproximativ 40.000 foști soldați italieni au murit în lagăre de concentrare.

În timpul războiului, soldații germani și fasciști italieni au comis mai multe crime de război precum execuții sumare, jafuri și represalii împotriva civililor.
Cele mai celebre represalii au fost masacrele de la Fosse Ardeatine, de la Marzabotto și de la Sant'Anna di Stazzema.  Partizanii capturați sau civilii suspecți au fost de cele mai multe ori torturați sau executați. Decima Flottiglia MAS (Flotila a X-a de vehicule de asalt), o unitate fascistă sub comandă germană a fost una dintre formațiile militare care s-au remarcat prin duritatea extremă a soldaților ei.
Germanii au profitat din plin de slăbiciunea statului marionetă din Italia de nord. Acest stat urma să fie anexat celui de-al treilea Reich. Urmau să fie înființate două noi regiuni: Alpenvorland (Trentino-Alto Adige/Südtirol și Provincia Belluno), iar a doua era Adriatisches Kustenland (Istria, Quarnero și cea mai mare parte a Friuli-Venezia Giulia). În valea Carnia au fost folosite de către germani forțele anticomuniste recrutate în Uniunea Sovietică, aflate sub comanda ataman Timofei Ivanovici Domanov. Cazacilor li s-a promis crearea unei republici în Italia de nord-est care ar fi trebuit să se numească  Kosakenland. Arhivat în 28 septembrie 2007, la Wayback Machine.

## Capturarea și executarea lui Mussolini

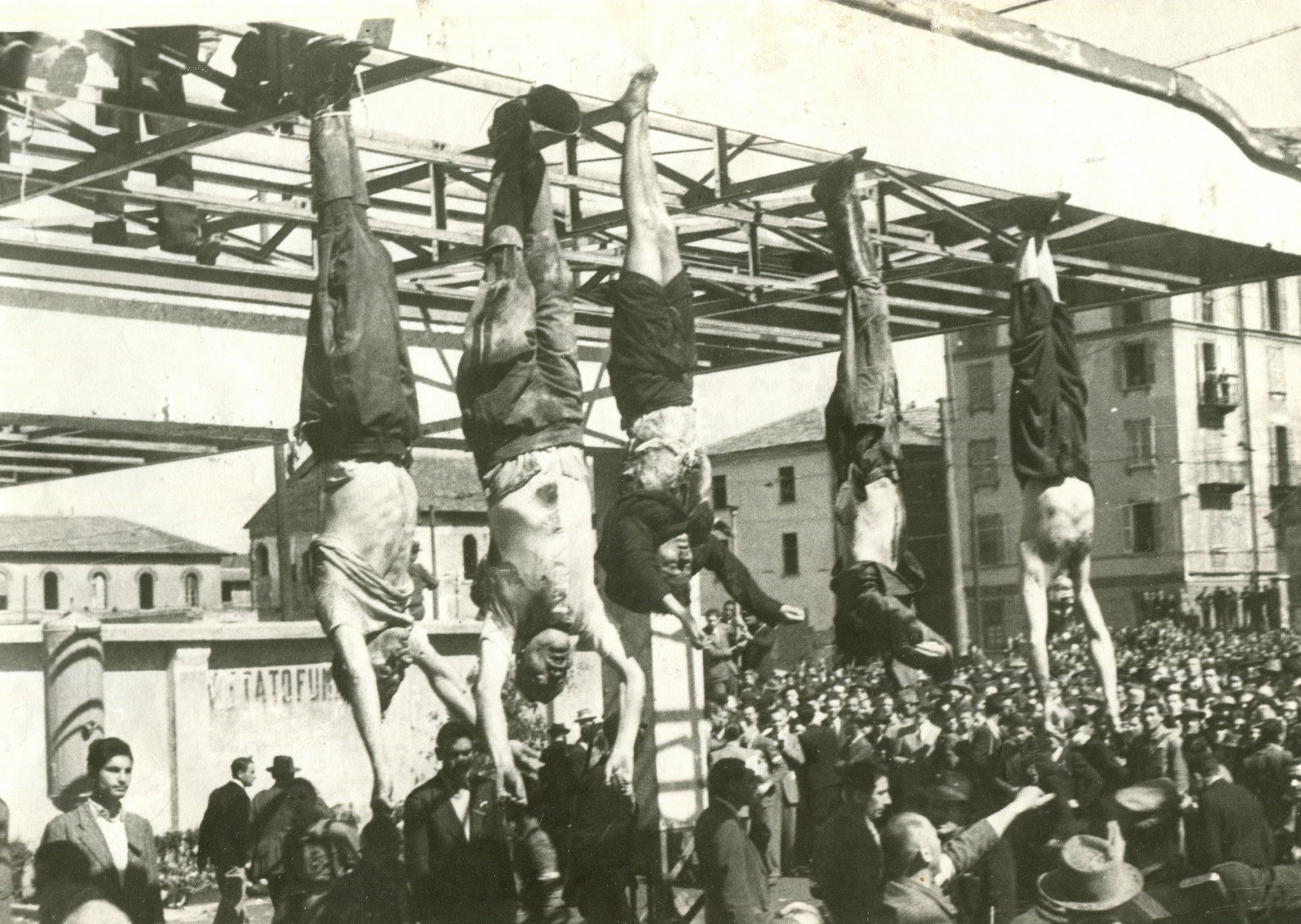
Corpurile fasciștilor executați, expuse în Milano

În jurul datei de 27 aprilie 1945, Benito Mussolini și amanta lui, Clara Petacci, au fost capturați de partizani în vreme ce încercau să fugă peste graniță în Elveția. Mussolini, Petacci, câțiva oficiali fasciști de cel mai înalt rang și câțiva apropiați ai lor au fost duși la Dongo.  Pe  28 aprilie toți prizonierii fasciști au fost executați fără judecată.
Cinsprezece dintre cadavrele fasciștilor executați,  inclusiv ale lui Mussolini și ale amantei sale, au fost duse în Milano și au fost expuse într-o piață publică, spânzurate de picioare.
Achille Starace (secretar al partidului Fascist în 1931-1939) fusese arestat și executat ceva mai devreme în Milano. Și trupul lui a fost expus alături de cadavrele celorlalți fasciști în piața publică.
Marcello Petacci (fratele lui Clara Petacci) a fost și el capturat de partizani. El a fost împușcat în timp ce încerca să fugă de sub escortă.